# Ясіновський Роман Володимирович
Рома́н Володи́мирович Ясіно́вський (нар. 1 серпня 1982, Тернопіль) — український актор театру та кіно. З 2004 року працював у Центрі Сучасного Мистецтва «ДАХ». Грає у київському театрі «Золоті Ворота», з січня 2022-го — актор київського Національного академічного драматичного театру ім. Івана Франка.

## Життєпис
Із п'яти років співав у хорі «Зоринка». Також з дитинства співає у церкві. Раніше мав дискант, тепер — бас. Є учасником церковного хору греко-католицької церкви в монастирі св. Василія Великого, який розташовано на Вознесенському узвозі в Києві.
У 2003 році закінчив Тернопільське музичне училище (спеціальність — вокаліст, диригент хору).
У 2007-му — Київський національний Університет театру, кіно і телебачення ім. І. К. Карпенка-Карого (спеціальність — актор театру і кіно, курс Леся Танюка).
Був одружений за акторкою Вікторією Литвиненко. 25 квітня 2012 року у них народилася дочка Варвара. Згодом пара розлучилася.

## Театральні ролі
Центр Сучасного Мистецтва «ДАХ»
- 2004 — «Пролог до „Макбета“»; реж. Влад Троїцький
- 2004 — «Майже вистава майже за Піранделло, або Танець Смерті» за Луїджі Піранделло; реж. Влад Троїцький
- 2005 — «Coffee and Cigarettes» за фільмом Джима Джармуша; реж. Влад Троїцький
- 2005 — «Річард ІІІ. Пролог»; реж. Влад Троїцький
- 2006 — «Одруження» за п'єсою[ru]» Миколи Гоголя; реж. Влад Троїцький
- 2006 — «Український Декамерон» за п'єсою КЛІМа; реж. Влад Троїцький
- 2006 — «Король Лір. Пролог»; реж. Влад Троїцький
- 2007 — «Майже вистава майже за Піранделло або Танець Смерті. Реанімація» за Луїджі Піранделло; реж. Влад Троїцький
- 2007 — «Смерть Гоголя» (театральний проєкт); реж. Влад Троїцький
- 2007 — «АннА» за п'єсою Ю. Клавдієва; реж. Влад Троїцький
- 2007 — «Сексуальні неврози наших батьків» за п'єсою Л. Берфуса; реж. Влад Троїцький
- 2008 — «Безхребетність. Вечір для людей з порушеною поставою» за п'єсою І. Лаузунд; реж. Влад Троїцький
- 2008 — «Едіп. Софокл» за п'єсою «Цар Едіп» Софокла; реж. Влад Троїцький
- 2010 — «Едіп. Собача будка» за п'єсою «Цар Едіп» Софокла та за п'єсою «Собача будка. Антиутопія з життя мовчазної більшості» КЛІМа; реж. Влад Троїцький

Київський експериментальний театр «Золоті ворота»
- 2017 — «Тату, ти мене любив?» за п'єсою «Тихий шорох зникаючих кроків» Дмитра Богославського; реж. Стас Жирков — Олександр[3]

Театр Vidi-Lausanne (Швейцарія)
- «ВІЙ»

Національний академічний драматичний театр імені Івана Франка
- 2022 — «Калігула» за однойменною п'єсою[en] Альбера Камю; реж. Іван Уривський — Хереа

## Фільмографія
Повнометражні фільми
| Рік  | Назва                                | Роль               |
| ---- | ------------------------------------ | ------------------ |
| 2017 | Кіборги. Герої не вмирають           | «Гід»              |
| 2018 | Крути 1918                           | інструктор         |
| 2018 | Таємний щоденник Симона Петлюри      | Лев Троцький       |
| 2018 | Троє                                 | TBD                |
| 2019 | «Заборонений»                        | Вʼячеслав Чорновіл |
| 2022 | Снайпер. Білий ворон                 | Клим               |
| 2023 | Мирний-21                            | Збруч              |
| 2023 | Довбуш                               | опришок Правиця    |
| 2024 | «Будинок „Слово“: Нескінчений роман» | Григорій Епік      |

Короткий метр
- «Lew», (реж. Тимур Ященко)

Телебачення
| Рік  | Назва                                    | Роль                                    |
| ---- | ---------------------------------------- | --------------------------------------- |
| 2014 | Білі вовки-2 (Росія)                     | Гільза, кілер                           |
| 2014 | Брат за брата-3 (Росія, Україна)         | Сірий                                   |
| 2014 | Особиста справа (Україна))               | Семибіда, свідок                        |
| 2014 | Пограбування по-жіночому                 | Беца, грабіжник                         |
| 2014 | Так далеко, так близько (Росія, Україна) | поліцейський                            |
| 2014 | Впізнай мене, якщо зможеш                | слідчий                                 |
| 2015 | Клан ювелірів (Україна)                  | Іванцов (нема у титрах)                 |
| 2015 | Ніконов та Ко                            | Мітя, хакер                             |
| 2015 | Небезпечне місто (Україна)               | Коваль                                  |
| 2015 | За законами воєнного часу                | Гоша, бандит                            |
| 2015 | Прокурори                                | Анісімов                                |
| 2015 | Слідчі (Україна)                         | наркоторговець                          |
| 2016 | Улюблена вчителька (Україна)             | друг Сєви                               |
| 2016 | Майор та магія                           | Гоша Коровін                            |
| 2016 | На лінії життя (Україна)                 | водій                                   |
| 2016 | Одиночка (Україна)                       | Новак                                   |
| 2016 | Пес-2 4-а серія "Ігра" (Україна)         | Ігор Мельников                          |
| 2016 | Підкидьки (Україна)                      | викрадач                                |
| 2017 | Дівчина з персиками (Україна)            |                                         |
| 2017 | Ментівські війни. Одеса (Україна)        | Роман Ігорович Зайцев, водій фури       |
| 2017 | Квіти дощу (Україна)                     | епізод                                  |
| 2018 | Обручка з рубіном                        | Микита                                  |
| 2020 | Спіймати Кайдаша                         | Артем Головишин, колишній хлопець Мотрі |
| 2020 | Перші ластівки (2 сезон: Zалежні)        | Семен, слідчий                          |
| 2021 | Теорія зла                               | Едик                                    |
| 2025 | Кохання та полум'я                       | Андрій Бабич                            |